# Cuismanco
Cuismanco o Guzmanco Cápac, fue un sinchi o señor que gobernó los señoríos de cajamarcas y huamachucos en la sierra norte del Perú.

## Señor de los Cajamarcas
Fue señor de los cajamarcas en la primera mitad del siglo XV, y anexó al señorío de huamachuco luego de una feroz conquista. Años después se alió con Minchancamán, quien era el undécimo gobernante del reino chimú.
Fue un gran conquistador, gobernando la sierra norte entre las actuales Áncash y Tumbes. Al llegar los incas, Minchancaman dominaba cerca de la mitad de las tierras fértiles de la sierra peruana.

## Conquista incaica
Los incas, al mando del general Cápac Yupanqui, sometieron a los guarco que vivían en Runahuánac. Hacia 1453 Al finalizar, los cuzqueños construyeron el fuerte Incahuasi y siguieron contra Cuismanco. el auqui (príncipe) Túpac Yupanqui decidió conquistar primero el reino cajamarca para darle la estocada final al Reino chimú. Con un ejército de 30.000 hombres subió del valle del Rímac al valle de Cajamarca, donde se enfrentó al ejército confederado de los chimor y cajamarca.

(...) Minchancaman envió una división al mando de un príncipe de su propia casa para ayudar a Cuismanco. La expedición irresponsable de Capac Yupanqui había puesto frente a frente a los 2 más grandes estados de los andes en una guerra abierta [se refiere a los estados Inca y Chimú].
La lucha de Cajamarca, fue muy recia y los hombres de Chimor se distinguieron, pero al final los invasores incas triunfaron, Cusmanco fue muerto y Cajamarca tomada; Capac Yupanqui dejó una fuerte guarnición en Cajamarca y volteó triunfalmente hacia el sur (...) 

Cuismanco murió durante la defensa de Cajamarca (1460 aproximadamente), y los incas anexionaron su reino dejando un fuerte militar y administrativo desde el que años después emprenderían la conquista del reino chimú.